# Melainabacteria
Die Melainabacteria (Melainabakterien), auch Vampirovibrionia genannt, sind ein mit den Cyanobakterien verwandtes Phylum (botanisch Abteilung, zoologisch Stamm), die früher auch als ACD20-Gruppe bezeichnet wurde.
Melainabakterien wurden im menschlichen Darmtrakt und in verschiedenen aquatischen Lebensräumen wie dem Grundwasser und in Quellen gefunden.
Durch die Analyse der Genome von Melainabakterien sind Vorhersagen über ihre Zellstruktur und die Stoffwechselfähigkeiten möglich, auch bevor man diese isolieren und mikroskopieren kann.
Diese Organismen scheinen verschiedene Kohlenstoffquellen zu fermentieren, um Wasserstoff, Ethanol, Acetat oder Laktat zu erzeugen.
Diese Bakterien werden als den Cyanobakterien nahestehend betrachtet und bilden wahrscheinlich eine basale Gruppe, da sie keine Photosynthese betreiben.

## Forschungsgeschichte
Bei ihrer Entdeckung in menschlichen Fäkalproben wurden sie zunächst für eine seltene Form von Cyanobakterien gehalten, die unerwartet im menschlichen Verdauungstrakt vorkommt.
Stoffwechselvorhersagen auf Grund der Genomanalysen ergaben aber, dass die Photosynthesemaschinerie fehlt und der Stoffwechsel obligat (ausschließlich) auf Fermentation beruht.
Die Melainabakterien werden heute daher als Schwesterstamm der Cyanobakterien angesehen.

## Etymologie
- Melainabacteria: Das Taxon ist benannt nach Melaina (griechisch Μέλαινα), einer der Nymphen in der griechischen Mythologie, die nach der Legende über dunkle unterirdische Aspekte wacht. Ihr Name verweist darauf, dass die Melainabacteria ein Taxon von Bakterien sind, die in der Dunkelheit vorkommen.[9][10]
- Vampirovibrionia: Der Name ist abgeleitet von neulateinisch vampirum ‚Vampir‘ und lateinisch vibrare ‚sich wellenförmig bewegen, hin- und herbewegen, vibrieren, zittern‘ bzw. neulat. vibrium ‚etwas, das sich wellenförmig bewegt, …, zittert‘, vgl. Bakteriengattung Vibrio (Vibrionen). Die Bezeichnung meint also sich vampirartig verhaltende Bakterien mit vibrionenartiger Gestalt.[11]

## Beschreibung

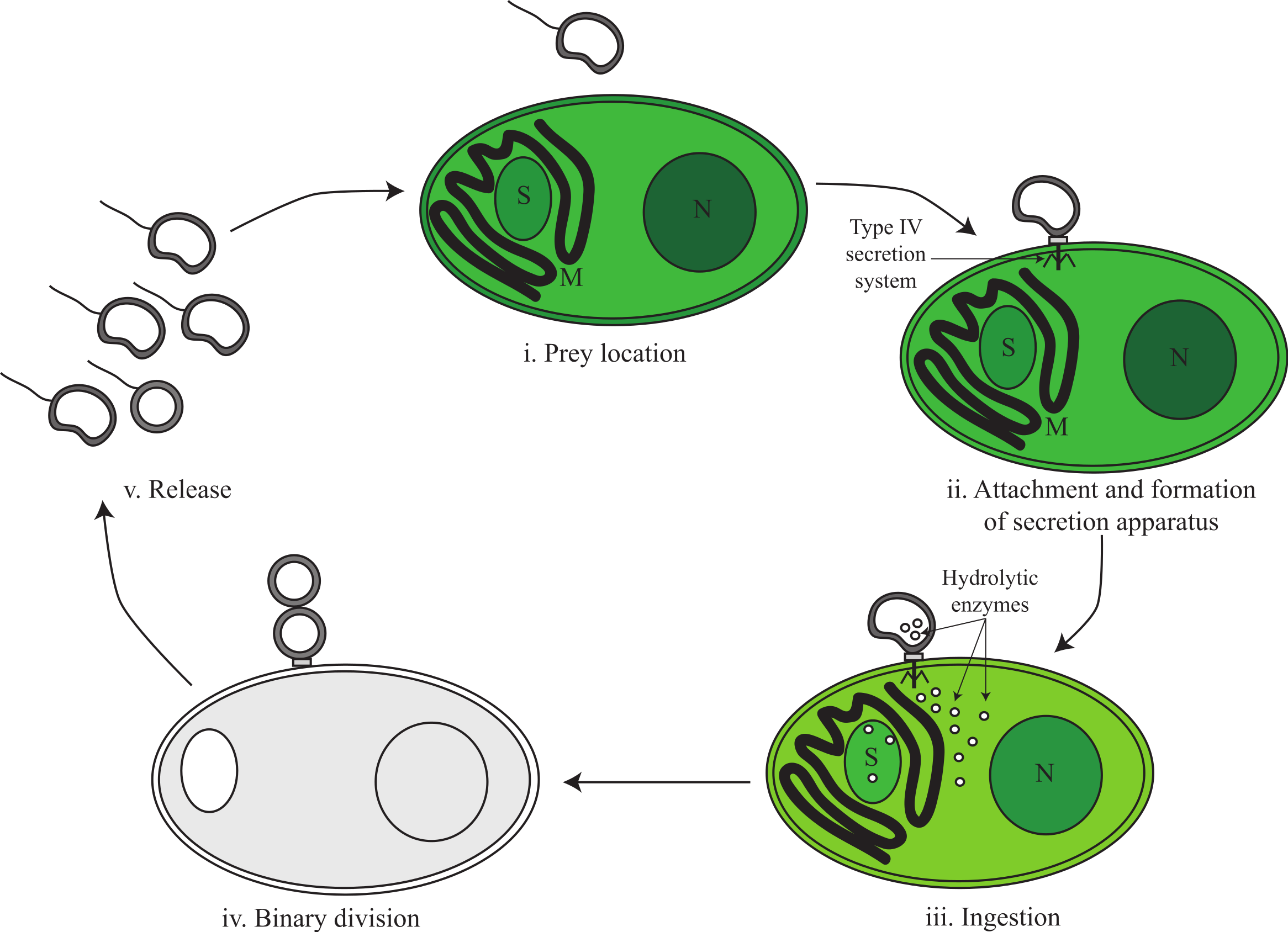
Lebenszyklus des parasitären Bakteriums Vampirovibrio chlorellavorus, hier Chlorella vulgaris parasitierend.

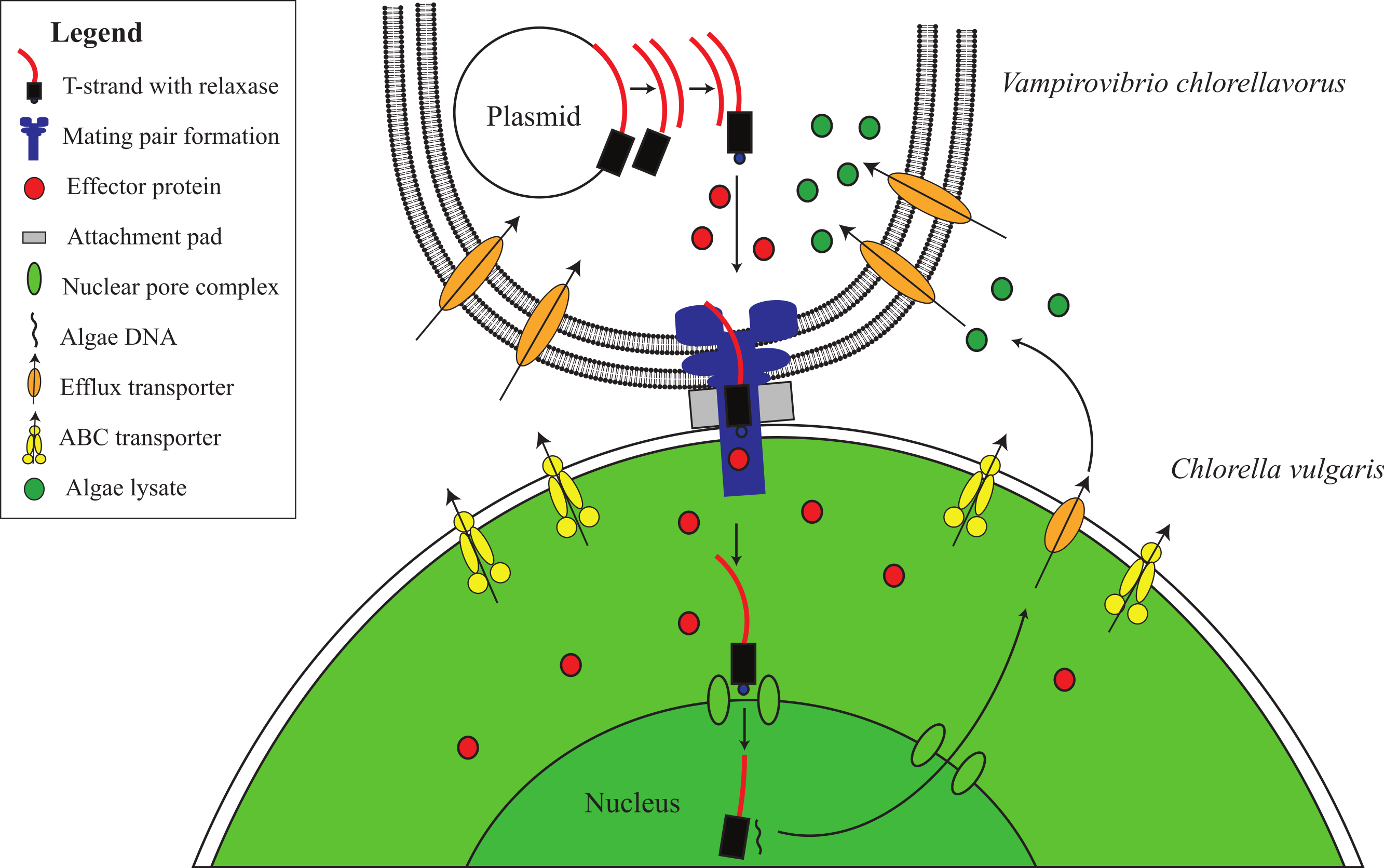
Vorgeschlagener Mechanismus der Anheftung von Vampirovibrio chlorellavorus an Chlorella vulgaris

Die Zellen der Melainabakterien ähneln denen der Cyanobakterien darin, dass sie von zwei Membranen (einer äußeren Zellwand und der darunterliegenden eigentlichen Zellmembran) umgeben ist (didermisch), und daher gramnegativ sind.
Sie unterscheiden sich von den Cyanobakterien dadurch, dass die meisten Vertreter Geißeln und damit Bewegungsfähigkeit (Motilität) besitzen; nur einigen Mitgliedern (z. B. die der Ordnung Gastranaerophilales) fehlt dieses Merkmal.
Melainabakterien sind im Unterschied zu den Cyanobakterien dafür nicht in der Lage, Photosynthese zu betreiben, sondern gewinnen ihre Energie durch Gärung (Fermentation).
Genomanalysen von Melainabakterien, die aus dem Grundwasser isoliert wurden, deuten darauf hin, dass diese Organismen wie viele Cyanobakterien in der Lage sind, Stickstoff zu fixieren.
Melainabakterien haben keine verknüpften Elektronentransportketten, verfügen aber über mehrere Methoden zur Erzeugung eines Membranpotentials, das dann über ATP-Synthase ATP (Adenosintriphosphat) produzieren kann.
Zumindest die im Grundwasser vorkommenden Vertreter sind aufgrund von Genomanalysen in der Lage, Fe-Hydrogenasen zur H2-Produktion zu nutzen, die von anderen Mikroorganismen verbraucht werden können.
Melainabakterien aus dem menschlichen Darm synthetisieren auch mehrere B- und K-Vitamine, woraus sich schließen lässt, dass diese Bakterien für ihren Wirt von Nutzen sind, wenn sie zusammen mit Pflanzenfasern verzehrt werden.

## Systematik und Phylogenie

### Innere Systematik
Die folgende Taxonomie folgt der Genome Database (GTDB) sowie LPSN, NCBI und WoRMS:
Phylum Melainabacteria Di Rienzi et al. 2013(L,N) (alias Vampirovibrionia(G) bzw. früher ACD20-Gruppe s. l.)
- Klasse „Candidatus Melainabacteria“ Soo et al. 2014(L)[9]

- Ordnung „Candidatus Caenarcaniphilales“ Soo et al. 2014(G,L,N) (?frühere ACD20-Gruppe s. s. nach Monchamp 2019)

- Familie „Ca. Caenarcanaceae“(G)

- Gattung „Ca. Caenarcanum“ Soo et al. 2014(G,L,N) – unbeweglich

- Spezies „Ca. C. bioreactoricola“ Soo et al. 2014(G,L)

- Ordnung „Ca. Gastranaerophilales“ Soo et al. 2014(G,L) (früher YS2-Gruppe)

- Familie „Ca. Gastranaerophilaceae“(G)

- Gattung „Ca. Gastranaerophilus“ Soo et al. 2014(G,L,N)

- Spezies „Ca. G. phascolarcticola“ corrig. Soo et al. 2014 et al. 2014(L) (mit Verschreiber „Ca. G. phascolarctosicola“ (G,N)) – unbeweglichder Name bedeutet „versteckt im Bauch eines Koalas“
- Spezies „Ca. G. termiticola“ Utami et al. 2018(L) (alias „Ca. G. sp. (ex Termes propinquus)“ (N)) – der Name bedeutet „lebend im Termitendarm“

- ohne Familien- oder Gattungszuweisung:

- Spezies „Ca. Gastranaerophilales bacterium HUM_1“ bis „23“(N)
- Spezies „Ca. Gastranaerophilales bacterium MH_37“(N)
- Spezies „Ca. Gastranaerophilales bacterium Zag_1“(N)
- Spezies „Ca. Gastranaerophilales bacterium Zag_111“(N)
- Spezies „Ca. Melainabacteria bacterium MEL_B1“
- Spezies „Ca. Melainabacteria bacterium MEL_B2“
- Spezies „Ca. Melainabacteria bacterium ACD20“ (Zuordnung nach Soo 2015)

- Ordnung „Ca. Obscuribacterales“ Soo et al. 2014(G,N) (früher mle1-12-Gruppe)

- Familie „Ca. Obscuribacteraceae“(G)
- Gattung „Ca. Obscuribacter“ Soo et al. 2014(G,L,N) – unbeweglich

- Spezies „Ca. O. phosphatis“ Soo et al. 2014(G,L,N)

- Ordnung „Vampirovibrionales“ Soo et al. 2015(G,N) (früher SM1D11-Gruppe)

- Familie „Vampirovibrionaceae“ Soo et al. 2015(G)

- Gattung Vampirovibrio Gromov & Mamkayeva 1972 ex Gromov & Mamkaeva 1980(G,L,N,W) (früher zu Bdellovibrionaceae)

- Spezies V. chlorellavorus Gromov & Mamkayeva 1972 ex Gromov & Mamkaeva 1980(G,L,N,W) – parasitiert Chlorella vulgaris und Ch. sorokiniana
- Spezies „V. chlorellavorus_A“(G)
- Spezies „V. chlorellavorus_B“(G)
- Spezies „V. chlorellavorus_D“(G)
- Spezies „V. sp902168245“(G)

- ohne Klassen oder sonstige Zuordnung:

- Spezies „Ca. Melainabacteria bacterium MEL.A1“(N)
- Spezies „Ca. Melainabacteria bacterium Zag15 1“(N)
- Spezies „Ca. Melainabacteria bacterium …“(N) (weitere)

Die Zuordnung von ACD20 ist unsicher, manche Autoren identifizieren die ACD20-Gruppe s. s. mit der Ordnung Caenarcaniphilales (Monchamp, 2019); andere sehen ACD20 in der Ordnung Gastranaerophilales (Soo, 2015).

### Phylogenetische Beziehungen
Neuere molekulare Analysen haben in etwa die folgenden Verwandtschaftsbeziehungen ergeben, einschließlich anderer Kladen, deren Beziehungen unsicher waren.
|  | Obscuribacterales (mit Obscuribacter)        |
|  |                                              |
|  | Caenarcaniphilales (mit Caenarcanum, ?ACD20) |
|  |                                              |

|     | MEL_B2 |
|     | |
|     | \| \| MEL_B1 \| \| \| \| \| *2) \| Gastranaerophilus phascolarctosicola und unbewegliche Vertreter der Gastranaerophilales \| \| \| Gastranaerophilus phascolarctosicola und unbewegliche Vertreter der Gastranaerophilales \| |
|     | |
|     | MEL_B1 |
|     | |
| *2) | Gastranaerophilus phascolarctosicola und unbewegliche Vertreter der Gastranaerophilales |
|     | Gastranaerophilus phascolarctosicola und unbewegliche Vertreter der Gastranaerophilales |

|     | MEL_B1                                                                                  |
|     |                                                                                         |
| *2) | Gastranaerophilus phascolarctosicola und unbewegliche Vertreter der Gastranaerophilales |
|     | Gastranaerophilus phascolarctosicola und unbewegliche Vertreter der Gastranaerophilales |

|     | MEL_B2 |
|     | |
|     | \| \| MEL_B1 \| \| \| \| \| *2) \| Gastranaerophilus phascolarctosicola und unbewegliche Vertreter der Gastranaerophilales \| \| \| Gastranaerophilus phascolarctosicola und unbewegliche Vertreter der Gastranaerophilales \| |
|     | |
|     | MEL_B1 |
|     | |
| *2) | Gastranaerophilus phascolarctosicola und unbewegliche Vertreter der Gastranaerophilales |
|     | Gastranaerophilus phascolarctosicola und unbewegliche Vertreter der Gastranaerophilales |

|     | MEL_B1                                                                                  |
|     |                                                                                         |
| *2) | Gastranaerophilus phascolarctosicola und unbewegliche Vertreter der Gastranaerophilales |
|     | Gastranaerophilus phascolarctosicola und unbewegliche Vertreter der Gastranaerophilales |

|     | MEL_B2 |
|     | |
|     | \| \| MEL_B1 \| \| \| \| \| *2) \| Gastranaerophilus phascolarctosicola und unbewegliche Vertreter der Gastranaerophilales \| \| \| Gastranaerophilus phascolarctosicola und unbewegliche Vertreter der Gastranaerophilales \| |
|     | |
|     | MEL_B1 |
|     | |
| *2) | Gastranaerophilus phascolarctosicola und unbewegliche Vertreter der Gastranaerophilales |
|     | Gastranaerophilus phascolarctosicola und unbewegliche Vertreter der Gastranaerophilales |

|     | MEL_B1                                                                                  |
|     |                                                                                         |
| *2) | Gastranaerophilus phascolarctosicola und unbewegliche Vertreter der Gastranaerophilales |
|     | Gastranaerophilus phascolarctosicola und unbewegliche Vertreter der Gastranaerophilales |

|     | MEL_B2 |
|     | |
|     | \| \| MEL_B1 \| \| \| \| \| *2) \| Gastranaerophilus phascolarctosicola und unbewegliche Vertreter der Gastranaerophilales \| \| \| Gastranaerophilus phascolarctosicola und unbewegliche Vertreter der Gastranaerophilales \| |
|     | |
|     | MEL_B1 |
|     | |
| *2) | Gastranaerophilus phascolarctosicola und unbewegliche Vertreter der Gastranaerophilales |
|     | Gastranaerophilus phascolarctosicola und unbewegliche Vertreter der Gastranaerophilales |

|     | MEL_B1                                                                                  |
|     |                                                                                         |
| *2) | Gastranaerophilus phascolarctosicola und unbewegliche Vertreter der Gastranaerophilales |
|     | Gastranaerophilus phascolarctosicola und unbewegliche Vertreter der Gastranaerophilales |

|  | Obscuribacterales (mit Obscuribacter)        |
|  |                                              |
|  | Caenarcaniphilales (mit Caenarcanum, ?ACD20) |
|  |                                              |

|     | MEL_B2 |
|     | |
|     | \| \| MEL_B1 \| \| \| \| \| *2) \| Gastranaerophilus phascolarctosicola und unbewegliche Vertreter der Gastranaerophilales \| \| \| Gastranaerophilus phascolarctosicola und unbewegliche Vertreter der Gastranaerophilales \| |
|     | |
|     | MEL_B1 |
|     | |
| *2) | Gastranaerophilus phascolarctosicola und unbewegliche Vertreter der Gastranaerophilales |
|     | Gastranaerophilus phascolarctosicola und unbewegliche Vertreter der Gastranaerophilales |

|     | MEL_B1                                                                                  |
|     |                                                                                         |
| *2) | Gastranaerophilus phascolarctosicola und unbewegliche Vertreter der Gastranaerophilales |
|     | Gastranaerophilus phascolarctosicola und unbewegliche Vertreter der Gastranaerophilales |

|     | MEL_B2 |
|     | |
|     | \| \| MEL_B1 \| \| \| \| \| *2) \| Gastranaerophilus phascolarctosicola und unbewegliche Vertreter der Gastranaerophilales \| \| \| Gastranaerophilus phascolarctosicola und unbewegliche Vertreter der Gastranaerophilales \| |
|     | |
|     | MEL_B1 |
|     | |
| *2) | Gastranaerophilus phascolarctosicola und unbewegliche Vertreter der Gastranaerophilales |
|     | Gastranaerophilus phascolarctosicola und unbewegliche Vertreter der Gastranaerophilales |

|     | MEL_B1                                                                                  |
|     |                                                                                         |
| *2) | Gastranaerophilus phascolarctosicola und unbewegliche Vertreter der Gastranaerophilales |
|     | Gastranaerophilus phascolarctosicola und unbewegliche Vertreter der Gastranaerophilales |

|     | MEL_B2 |
|     | |
|     | \| \| MEL_B1 \| \| \| \| \| *2) \| Gastranaerophilus phascolarctosicola und unbewegliche Vertreter der Gastranaerophilales \| \| \| Gastranaerophilus phascolarctosicola und unbewegliche Vertreter der Gastranaerophilales \| |
|     | |
|     | MEL_B1 |
|     | |
| *2) | Gastranaerophilus phascolarctosicola und unbewegliche Vertreter der Gastranaerophilales |
|     | Gastranaerophilus phascolarctosicola und unbewegliche Vertreter der Gastranaerophilales |

|     | MEL_B1                                                                                  |
|     |                                                                                         |
| *2) | Gastranaerophilus phascolarctosicola und unbewegliche Vertreter der Gastranaerophilales |
|     | Gastranaerophilus phascolarctosicola und unbewegliche Vertreter der Gastranaerophilales |

|     | MEL_B2 |
|     | |
|     | \| \| MEL_B1 \| \| \| \| \| *2) \| Gastranaerophilus phascolarctosicola und unbewegliche Vertreter der Gastranaerophilales \| \| \| Gastranaerophilus phascolarctosicola und unbewegliche Vertreter der Gastranaerophilales \| |
|     | |
|     | MEL_B1 |
|     | |
| *2) | Gastranaerophilus phascolarctosicola und unbewegliche Vertreter der Gastranaerophilales |
|     | Gastranaerophilus phascolarctosicola und unbewegliche Vertreter der Gastranaerophilales |

|     | MEL_B1                                                                                  |
|     |                                                                                         |
| *2) | Gastranaerophilus phascolarctosicola und unbewegliche Vertreter der Gastranaerophilales |
|     | Gastranaerophilus phascolarctosicola und unbewegliche Vertreter der Gastranaerophilales |

|  | Gloeobacteria             |
|  |                           |
|  | Crown group Cyanobacteria |
|  |                           |

|  | Obscuribacterales (mit Obscuribacter)        |
|  |                                              |
|  | Caenarcaniphilales (mit Caenarcanum, ?ACD20) |
|  |                                              |

|     | MEL_B2 |
|     | |
|     | \| \| MEL_B1 \| \| \| \| \| *2) \| Gastranaerophilus phascolarctosicola und unbewegliche Vertreter der Gastranaerophilales \| \| \| Gastranaerophilus phascolarctosicola und unbewegliche Vertreter der Gastranaerophilales \| |
|     | |
|     | MEL_B1 |
|     | |
| *2) | Gastranaerophilus phascolarctosicola und unbewegliche Vertreter der Gastranaerophilales |
|     | Gastranaerophilus phascolarctosicola und unbewegliche Vertreter der Gastranaerophilales |

|     | MEL_B1                                                                                  |
|     |                                                                                         |
| *2) | Gastranaerophilus phascolarctosicola und unbewegliche Vertreter der Gastranaerophilales |
|     | Gastranaerophilus phascolarctosicola und unbewegliche Vertreter der Gastranaerophilales |

|     | MEL_B2 |
|     | |
|     | \| \| MEL_B1 \| \| \| \| \| *2) \| Gastranaerophilus phascolarctosicola und unbewegliche Vertreter der Gastranaerophilales \| \| \| Gastranaerophilus phascolarctosicola und unbewegliche Vertreter der Gastranaerophilales \| |
|     | |
|     | MEL_B1 |
|     | |
| *2) | Gastranaerophilus phascolarctosicola und unbewegliche Vertreter der Gastranaerophilales |
|     | Gastranaerophilus phascolarctosicola und unbewegliche Vertreter der Gastranaerophilales |

|     | MEL_B1                                                                                  |
|     |                                                                                         |
| *2) | Gastranaerophilus phascolarctosicola und unbewegliche Vertreter der Gastranaerophilales |
|     | Gastranaerophilus phascolarctosicola und unbewegliche Vertreter der Gastranaerophilales |

|     | MEL_B2 |
|     | |
|     | \| \| MEL_B1 \| \| \| \| \| *2) \| Gastranaerophilus phascolarctosicola und unbewegliche Vertreter der Gastranaerophilales \| \| \| Gastranaerophilus phascolarctosicola und unbewegliche Vertreter der Gastranaerophilales \| |
|     | |
|     | MEL_B1 |
|     | |
| *2) | Gastranaerophilus phascolarctosicola und unbewegliche Vertreter der Gastranaerophilales |
|     | Gastranaerophilus phascolarctosicola und unbewegliche Vertreter der Gastranaerophilales |

|     | MEL_B1                                                                                  |
|     |                                                                                         |
| *2) | Gastranaerophilus phascolarctosicola und unbewegliche Vertreter der Gastranaerophilales |
|     | Gastranaerophilus phascolarctosicola und unbewegliche Vertreter der Gastranaerophilales |

|     | MEL_B2 |
|     | |
|     | \| \| MEL_B1 \| \| \| \| \| *2) \| Gastranaerophilus phascolarctosicola und unbewegliche Vertreter der Gastranaerophilales \| \| \| Gastranaerophilus phascolarctosicola und unbewegliche Vertreter der Gastranaerophilales \| |
|     | |
|     | MEL_B1 |
|     | |
| *2) | Gastranaerophilus phascolarctosicola und unbewegliche Vertreter der Gastranaerophilales |
|     | Gastranaerophilus phascolarctosicola und unbewegliche Vertreter der Gastranaerophilales |

|     | MEL_B1                                                                                  |
|     |                                                                                         |
| *2) | Gastranaerophilus phascolarctosicola und unbewegliche Vertreter der Gastranaerophilales |
|     | Gastranaerophilus phascolarctosicola und unbewegliche Vertreter der Gastranaerophilales |

|  | Obscuribacterales (mit Obscuribacter)        |
|  |                                              |
|  | Caenarcaniphilales (mit Caenarcanum, ?ACD20) |
|  |                                              |

|     | MEL_B2 |
|     | |
|     | \| \| MEL_B1 \| \| \| \| \| *2) \| Gastranaerophilus phascolarctosicola und unbewegliche Vertreter der Gastranaerophilales \| \| \| Gastranaerophilus phascolarctosicola und unbewegliche Vertreter der Gastranaerophilales \| |
|     | |
|     | MEL_B1 |
|     | |
| *2) | Gastranaerophilus phascolarctosicola und unbewegliche Vertreter der Gastranaerophilales |
|     | Gastranaerophilus phascolarctosicola und unbewegliche Vertreter der Gastranaerophilales |

|     | MEL_B1                                                                                  |
|     |                                                                                         |
| *2) | Gastranaerophilus phascolarctosicola und unbewegliche Vertreter der Gastranaerophilales |
|     | Gastranaerophilus phascolarctosicola und unbewegliche Vertreter der Gastranaerophilales |

|     | MEL_B2 |
|     | |
|     | \| \| MEL_B1 \| \| \| \| \| *2) \| Gastranaerophilus phascolarctosicola und unbewegliche Vertreter der Gastranaerophilales \| \| \| Gastranaerophilus phascolarctosicola und unbewegliche Vertreter der Gastranaerophilales \| |
|     | |
|     | MEL_B1 |
|     | |
| *2) | Gastranaerophilus phascolarctosicola und unbewegliche Vertreter der Gastranaerophilales |
|     | Gastranaerophilus phascolarctosicola und unbewegliche Vertreter der Gastranaerophilales |

|     | MEL_B1                                                                                  |
|     |                                                                                         |
| *2) | Gastranaerophilus phascolarctosicola und unbewegliche Vertreter der Gastranaerophilales |
|     | Gastranaerophilus phascolarctosicola und unbewegliche Vertreter der Gastranaerophilales |

|     | MEL_B2 |
|     | |
|     | \| \| MEL_B1 \| \| \| \| \| *2) \| Gastranaerophilus phascolarctosicola und unbewegliche Vertreter der Gastranaerophilales \| \| \| Gastranaerophilus phascolarctosicola und unbewegliche Vertreter der Gastranaerophilales \| |
|     | |
|     | MEL_B1 |
|     | |
| *2) | Gastranaerophilus phascolarctosicola und unbewegliche Vertreter der Gastranaerophilales |
|     | Gastranaerophilus phascolarctosicola und unbewegliche Vertreter der Gastranaerophilales |

|     | MEL_B1                                                                                  |
|     |                                                                                         |
| *2) | Gastranaerophilus phascolarctosicola und unbewegliche Vertreter der Gastranaerophilales |
|     | Gastranaerophilus phascolarctosicola und unbewegliche Vertreter der Gastranaerophilales |

|     | MEL_B2 |
|     | |
|     | \| \| MEL_B1 \| \| \| \| \| *2) \| Gastranaerophilus phascolarctosicola und unbewegliche Vertreter der Gastranaerophilales \| \| \| Gastranaerophilus phascolarctosicola und unbewegliche Vertreter der Gastranaerophilales \| |
|     | |
|     | MEL_B1 |
|     | |
| *2) | Gastranaerophilus phascolarctosicola und unbewegliche Vertreter der Gastranaerophilales |
|     | Gastranaerophilus phascolarctosicola und unbewegliche Vertreter der Gastranaerophilales |

|     | MEL_B1                                                                                  |
|     |                                                                                         |
| *2) | Gastranaerophilus phascolarctosicola und unbewegliche Vertreter der Gastranaerophilales |
|     | Gastranaerophilus phascolarctosicola und unbewegliche Vertreter der Gastranaerophilales |

|  | Gloeobacteria             |
|  |                           |
|  | Crown group Cyanobacteria |
|  |                           |

|  | Obscuribacterales (mit Obscuribacter)        |
|  |                                              |
|  | Caenarcaniphilales (mit Caenarcanum, ?ACD20) |
|  |                                              |

|     | MEL_B2 |
|     | |
|     | \| \| MEL_B1 \| \| \| \| \| *2) \| Gastranaerophilus phascolarctosicola und unbewegliche Vertreter der Gastranaerophilales \| \| \| Gastranaerophilus phascolarctosicola und unbewegliche Vertreter der Gastranaerophilales \| |
|     | |
|     | MEL_B1 |
|     | |
| *2) | Gastranaerophilus phascolarctosicola und unbewegliche Vertreter der Gastranaerophilales |
|     | Gastranaerophilus phascolarctosicola und unbewegliche Vertreter der Gastranaerophilales |

|     | MEL_B1                                                                                  |
|     |                                                                                         |
| *2) | Gastranaerophilus phascolarctosicola und unbewegliche Vertreter der Gastranaerophilales |
|     | Gastranaerophilus phascolarctosicola und unbewegliche Vertreter der Gastranaerophilales |

|     | MEL_B2 |
|     | |
|     | \| \| MEL_B1 \| \| \| \| \| *2) \| Gastranaerophilus phascolarctosicola und unbewegliche Vertreter der Gastranaerophilales \| \| \| Gastranaerophilus phascolarctosicola und unbewegliche Vertreter der Gastranaerophilales \| |
|     | |
|     | MEL_B1 |
|     | |
| *2) | Gastranaerophilus phascolarctosicola und unbewegliche Vertreter der Gastranaerophilales |
|     | Gastranaerophilus phascolarctosicola und unbewegliche Vertreter der Gastranaerophilales |

|     | MEL_B1                                                                                  |
|     |                                                                                         |
| *2) | Gastranaerophilus phascolarctosicola und unbewegliche Vertreter der Gastranaerophilales |
|     | Gastranaerophilus phascolarctosicola und unbewegliche Vertreter der Gastranaerophilales |

|     | MEL_B2 |
|     | |
|     | \| \| MEL_B1 \| \| \| \| \| *2) \| Gastranaerophilus phascolarctosicola und unbewegliche Vertreter der Gastranaerophilales \| \| \| Gastranaerophilus phascolarctosicola und unbewegliche Vertreter der Gastranaerophilales \| |
|     | |
|     | MEL_B1 |
|     | |
| *2) | Gastranaerophilus phascolarctosicola und unbewegliche Vertreter der Gastranaerophilales |
|     | Gastranaerophilus phascolarctosicola und unbewegliche Vertreter der Gastranaerophilales |

|     | MEL_B1                                                                                  |
|     |                                                                                         |
| *2) | Gastranaerophilus phascolarctosicola und unbewegliche Vertreter der Gastranaerophilales |
|     | Gastranaerophilus phascolarctosicola und unbewegliche Vertreter der Gastranaerophilales |

|     | MEL_B2 |
|     | |
|     | \| \| MEL_B1 \| \| \| \| \| *2) \| Gastranaerophilus phascolarctosicola und unbewegliche Vertreter der Gastranaerophilales \| \| \| Gastranaerophilus phascolarctosicola und unbewegliche Vertreter der Gastranaerophilales \| |
|     | |
|     | MEL_B1 |
|     | |
| *2) | Gastranaerophilus phascolarctosicola und unbewegliche Vertreter der Gastranaerophilales |
|     | Gastranaerophilus phascolarctosicola und unbewegliche Vertreter der Gastranaerophilales |

|     | MEL_B1                                                                                  |
|     |                                                                                         |
| *2) | Gastranaerophilus phascolarctosicola und unbewegliche Vertreter der Gastranaerophilales |
|     | Gastranaerophilus phascolarctosicola und unbewegliche Vertreter der Gastranaerophilales |

|  | Obscuribacterales (mit Obscuribacter)        |
|  |                                              |
|  | Caenarcaniphilales (mit Caenarcanum, ?ACD20) |
|  |                                              |

|     | MEL_B2 |
|     | |
|     | \| \| MEL_B1 \| \| \| \| \| *2) \| Gastranaerophilus phascolarctosicola und unbewegliche Vertreter der Gastranaerophilales \| \| \| Gastranaerophilus phascolarctosicola und unbewegliche Vertreter der Gastranaerophilales \| |
|     | |
|     | MEL_B1 |
|     | |
| *2) | Gastranaerophilus phascolarctosicola und unbewegliche Vertreter der Gastranaerophilales |
|     | Gastranaerophilus phascolarctosicola und unbewegliche Vertreter der Gastranaerophilales |

|     | MEL_B1                                                                                  |
|     |                                                                                         |
| *2) | Gastranaerophilus phascolarctosicola und unbewegliche Vertreter der Gastranaerophilales |
|     | Gastranaerophilus phascolarctosicola und unbewegliche Vertreter der Gastranaerophilales |

|     | MEL_B2 |
|     | |
|     | \| \| MEL_B1 \| \| \| \| \| *2) \| Gastranaerophilus phascolarctosicola und unbewegliche Vertreter der Gastranaerophilales \| \| \| Gastranaerophilus phascolarctosicola und unbewegliche Vertreter der Gastranaerophilales \| |
|     | |
|     | MEL_B1 |
|     | |
| *2) | Gastranaerophilus phascolarctosicola und unbewegliche Vertreter der Gastranaerophilales |
|     | Gastranaerophilus phascolarctosicola und unbewegliche Vertreter der Gastranaerophilales |

|     | MEL_B1                                                                                  |
|     |                                                                                         |
| *2) | Gastranaerophilus phascolarctosicola und unbewegliche Vertreter der Gastranaerophilales |
|     | Gastranaerophilus phascolarctosicola und unbewegliche Vertreter der Gastranaerophilales |

|     | MEL_B2 |
|     | |
|     | \| \| MEL_B1 \| \| \| \| \| *2) \| Gastranaerophilus phascolarctosicola und unbewegliche Vertreter der Gastranaerophilales \| \| \| Gastranaerophilus phascolarctosicola und unbewegliche Vertreter der Gastranaerophilales \| |
|     | |
|     | MEL_B1 |
|     | |
| *2) | Gastranaerophilus phascolarctosicola und unbewegliche Vertreter der Gastranaerophilales |
|     | Gastranaerophilus phascolarctosicola und unbewegliche Vertreter der Gastranaerophilales |

|     | MEL_B1                                                                                  |
|     |                                                                                         |
| *2) | Gastranaerophilus phascolarctosicola und unbewegliche Vertreter der Gastranaerophilales |
|     | Gastranaerophilus phascolarctosicola und unbewegliche Vertreter der Gastranaerophilales |

|     | MEL_B2 |
|     | |
|     | \| \| MEL_B1 \| \| \| \| \| *2) \| Gastranaerophilus phascolarctosicola und unbewegliche Vertreter der Gastranaerophilales \| \| \| Gastranaerophilus phascolarctosicola und unbewegliche Vertreter der Gastranaerophilales \| |
|     | |
|     | MEL_B1 |
|     | |
| *2) | Gastranaerophilus phascolarctosicola und unbewegliche Vertreter der Gastranaerophilales |
|     | Gastranaerophilus phascolarctosicola und unbewegliche Vertreter der Gastranaerophilales |

|     | MEL_B1                                                                                  |
|     |                                                                                         |
| *2) | Gastranaerophilus phascolarctosicola und unbewegliche Vertreter der Gastranaerophilales |
|     | Gastranaerophilus phascolarctosicola und unbewegliche Vertreter der Gastranaerophilales |

|  | Gloeobacteria             |
|  |                           |
|  | Crown group Cyanobacteria |
|  |                           |

|  | Obscuribacterales (mit Obscuribacter)        |
|  |                                              |
|  | Caenarcaniphilales (mit Caenarcanum, ?ACD20) |
|  |                                              |

|     | MEL_B2 |
|     | |
|     | \| \| MEL_B1 \| \| \| \| \| *2) \| Gastranaerophilus phascolarctosicola und unbewegliche Vertreter der Gastranaerophilales \| \| \| Gastranaerophilus phascolarctosicola und unbewegliche Vertreter der Gastranaerophilales \| |
|     | |
|     | MEL_B1 |
|     | |
| *2) | Gastranaerophilus phascolarctosicola und unbewegliche Vertreter der Gastranaerophilales |
|     | Gastranaerophilus phascolarctosicola und unbewegliche Vertreter der Gastranaerophilales |

|     | MEL_B1                                                                                  |
|     |                                                                                         |
| *2) | Gastranaerophilus phascolarctosicola und unbewegliche Vertreter der Gastranaerophilales |
|     | Gastranaerophilus phascolarctosicola und unbewegliche Vertreter der Gastranaerophilales |

|     | MEL_B2 |
|     | |
|     | \| \| MEL_B1 \| \| \| \| \| *2) \| Gastranaerophilus phascolarctosicola und unbewegliche Vertreter der Gastranaerophilales \| \| \| Gastranaerophilus phascolarctosicola und unbewegliche Vertreter der Gastranaerophilales \| |
|     | |
|     | MEL_B1 |
|     | |
| *2) | Gastranaerophilus phascolarctosicola und unbewegliche Vertreter der Gastranaerophilales |
|     | Gastranaerophilus phascolarctosicola und unbewegliche Vertreter der Gastranaerophilales |

|     | MEL_B1                                                                                  |
|     |                                                                                         |
| *2) | Gastranaerophilus phascolarctosicola und unbewegliche Vertreter der Gastranaerophilales |
|     | Gastranaerophilus phascolarctosicola und unbewegliche Vertreter der Gastranaerophilales |

|     | MEL_B2 |
|     | |
|     | \| \| MEL_B1 \| \| \| \| \| *2) \| Gastranaerophilus phascolarctosicola und unbewegliche Vertreter der Gastranaerophilales \| \| \| Gastranaerophilus phascolarctosicola und unbewegliche Vertreter der Gastranaerophilales \| |
|     | |
|     | MEL_B1 |
|     | |
| *2) | Gastranaerophilus phascolarctosicola und unbewegliche Vertreter der Gastranaerophilales |
|     | Gastranaerophilus phascolarctosicola und unbewegliche Vertreter der Gastranaerophilales |

|     | MEL_B1                                                                                  |
|     |                                                                                         |
| *2) | Gastranaerophilus phascolarctosicola und unbewegliche Vertreter der Gastranaerophilales |
|     | Gastranaerophilus phascolarctosicola und unbewegliche Vertreter der Gastranaerophilales |

|     | MEL_B2 |
|     | |
|     | \| \| MEL_B1 \| \| \| \| \| *2) \| Gastranaerophilus phascolarctosicola und unbewegliche Vertreter der Gastranaerophilales \| \| \| Gastranaerophilus phascolarctosicola und unbewegliche Vertreter der Gastranaerophilales \| |
|     | |
|     | MEL_B1 |
|     | |
| *2) | Gastranaerophilus phascolarctosicola und unbewegliche Vertreter der Gastranaerophilales |
|     | Gastranaerophilus phascolarctosicola und unbewegliche Vertreter der Gastranaerophilales |

|     | MEL_B1                                                                                  |
|     |                                                                                         |
| *2) | Gastranaerophilus phascolarctosicola und unbewegliche Vertreter der Gastranaerophilales |
|     | Gastranaerophilus phascolarctosicola und unbewegliche Vertreter der Gastranaerophilales |

|  | Obscuribacterales (mit Obscuribacter)        |
|  |                                              |
|  | Caenarcaniphilales (mit Caenarcanum, ?ACD20) |
|  |                                              |

|     | MEL_B2 |
|     | |
|     | \| \| MEL_B1 \| \| \| \| \| *2) \| Gastranaerophilus phascolarctosicola und unbewegliche Vertreter der Gastranaerophilales \| \| \| Gastranaerophilus phascolarctosicola und unbewegliche Vertreter der Gastranaerophilales \| |
|     | |
|     | MEL_B1 |
|     | |
| *2) | Gastranaerophilus phascolarctosicola und unbewegliche Vertreter der Gastranaerophilales |
|     | Gastranaerophilus phascolarctosicola und unbewegliche Vertreter der Gastranaerophilales |

|     | MEL_B1                                                                                  |
|     |                                                                                         |
| *2) | Gastranaerophilus phascolarctosicola und unbewegliche Vertreter der Gastranaerophilales |
|     | Gastranaerophilus phascolarctosicola und unbewegliche Vertreter der Gastranaerophilales |

|     | MEL_B2 |
|     | |
|     | \| \| MEL_B1 \| \| \| \| \| *2) \| Gastranaerophilus phascolarctosicola und unbewegliche Vertreter der Gastranaerophilales \| \| \| Gastranaerophilus phascolarctosicola und unbewegliche Vertreter der Gastranaerophilales \| |
|     | |
|     | MEL_B1 |
|     | |
| *2) | Gastranaerophilus phascolarctosicola und unbewegliche Vertreter der Gastranaerophilales |
|     | Gastranaerophilus phascolarctosicola und unbewegliche Vertreter der Gastranaerophilales |

|     | MEL_B1                                                                                  |
|     |                                                                                         |
| *2) | Gastranaerophilus phascolarctosicola und unbewegliche Vertreter der Gastranaerophilales |
|     | Gastranaerophilus phascolarctosicola und unbewegliche Vertreter der Gastranaerophilales |

|     | MEL_B2 |
|     | |
|     | \| \| MEL_B1 \| \| \| \| \| *2) \| Gastranaerophilus phascolarctosicola und unbewegliche Vertreter der Gastranaerophilales \| \| \| Gastranaerophilus phascolarctosicola und unbewegliche Vertreter der Gastranaerophilales \| |
|     | |
|     | MEL_B1 |
|     | |
| *2) | Gastranaerophilus phascolarctosicola und unbewegliche Vertreter der Gastranaerophilales |
|     | Gastranaerophilus phascolarctosicola und unbewegliche Vertreter der Gastranaerophilales |

|     | MEL_B1                                                                                  |
|     |                                                                                         |
| *2) | Gastranaerophilus phascolarctosicola und unbewegliche Vertreter der Gastranaerophilales |
|     | Gastranaerophilus phascolarctosicola und unbewegliche Vertreter der Gastranaerophilales |

|     | MEL_B2 |
|     | |
|     | \| \| MEL_B1 \| \| \| \| \| *2) \| Gastranaerophilus phascolarctosicola und unbewegliche Vertreter der Gastranaerophilales \| \| \| Gastranaerophilus phascolarctosicola und unbewegliche Vertreter der Gastranaerophilales \| |
|     | |
|     | MEL_B1 |
|     | |
| *2) | Gastranaerophilus phascolarctosicola und unbewegliche Vertreter der Gastranaerophilales |
|     | Gastranaerophilus phascolarctosicola und unbewegliche Vertreter der Gastranaerophilales |

|     | MEL_B1                                                                                  |
|     |                                                                                         |
| *2) | Gastranaerophilus phascolarctosicola und unbewegliche Vertreter der Gastranaerophilales |
|     | Gastranaerophilus phascolarctosicola und unbewegliche Vertreter der Gastranaerophilales |

|  | Gloeobacteria             |
|  |                           |
|  | Crown group Cyanobacteria |
|  |                           |

|  | Margulisbacteria (RIF30,RBX1/ZB3) |
|  |                                   |
|  | Saganbacteria (WOR-1)             |
|  |                                   |

|  | Obscuribacterales (mit Obscuribacter)        |
|  |                                              |
|  | Caenarcaniphilales (mit Caenarcanum, ?ACD20) |
|  |                                              |

|     | MEL_B2 |
|     | |
|     | \| \| MEL_B1 \| \| \| \| \| *2) \| Gastranaerophilus phascolarctosicola und unbewegliche Vertreter der Gastranaerophilales \| \| \| Gastranaerophilus phascolarctosicola und unbewegliche Vertreter der Gastranaerophilales \| |
|     | |
|     | MEL_B1 |
|     | |
| *2) | Gastranaerophilus phascolarctosicola und unbewegliche Vertreter der Gastranaerophilales |
|     | Gastranaerophilus phascolarctosicola und unbewegliche Vertreter der Gastranaerophilales |

|     | MEL_B1                                                                                  |
|     |                                                                                         |
| *2) | Gastranaerophilus phascolarctosicola und unbewegliche Vertreter der Gastranaerophilales |
|     | Gastranaerophilus phascolarctosicola und unbewegliche Vertreter der Gastranaerophilales |

|     | MEL_B2 |
|     | |
|     | \| \| MEL_B1 \| \| \| \| \| *2) \| Gastranaerophilus phascolarctosicola und unbewegliche Vertreter der Gastranaerophilales \| \| \| Gastranaerophilus phascolarctosicola und unbewegliche Vertreter der Gastranaerophilales \| |
|     | |
|     | MEL_B1 |
|     | |
| *2) | Gastranaerophilus phascolarctosicola und unbewegliche Vertreter der Gastranaerophilales |
|     | Gastranaerophilus phascolarctosicola und unbewegliche Vertreter der Gastranaerophilales |

|     | MEL_B1                                                                                  |
|     |                                                                                         |
| *2) | Gastranaerophilus phascolarctosicola und unbewegliche Vertreter der Gastranaerophilales |
|     | Gastranaerophilus phascolarctosicola und unbewegliche Vertreter der Gastranaerophilales |

|     | MEL_B2 |
|     | |
|     | \| \| MEL_B1 \| \| \| \| \| *2) \| Gastranaerophilus phascolarctosicola und unbewegliche Vertreter der Gastranaerophilales \| \| \| Gastranaerophilus phascolarctosicola und unbewegliche Vertreter der Gastranaerophilales \| |
|     | |
|     | MEL_B1 |
|     | |
| *2) | Gastranaerophilus phascolarctosicola und unbewegliche Vertreter der Gastranaerophilales |
|     | Gastranaerophilus phascolarctosicola und unbewegliche Vertreter der Gastranaerophilales |

|     | MEL_B1                                                                                  |
|     |                                                                                         |
| *2) | Gastranaerophilus phascolarctosicola und unbewegliche Vertreter der Gastranaerophilales |
|     | Gastranaerophilus phascolarctosicola und unbewegliche Vertreter der Gastranaerophilales |

|     | MEL_B2 |
|     | |
|     | \| \| MEL_B1 \| \| \| \| \| *2) \| Gastranaerophilus phascolarctosicola und unbewegliche Vertreter der Gastranaerophilales \| \| \| Gastranaerophilus phascolarctosicola und unbewegliche Vertreter der Gastranaerophilales \| |
|     | |
|     | MEL_B1 |
|     | |
| *2) | Gastranaerophilus phascolarctosicola und unbewegliche Vertreter der Gastranaerophilales |
|     | Gastranaerophilus phascolarctosicola und unbewegliche Vertreter der Gastranaerophilales |

|     | MEL_B1                                                                                  |
|     |                                                                                         |
| *2) | Gastranaerophilus phascolarctosicola und unbewegliche Vertreter der Gastranaerophilales |
|     | Gastranaerophilus phascolarctosicola und unbewegliche Vertreter der Gastranaerophilales |

|  | Obscuribacterales (mit Obscuribacter)        |
|  |                                              |
|  | Caenarcaniphilales (mit Caenarcanum, ?ACD20) |
|  |                                              |

|     | MEL_B2 |
|     | |
|     | \| \| MEL_B1 \| \| \| \| \| *2) \| Gastranaerophilus phascolarctosicola und unbewegliche Vertreter der Gastranaerophilales \| \| \| Gastranaerophilus phascolarctosicola und unbewegliche Vertreter der Gastranaerophilales \| |
|     | |
|     | MEL_B1 |
|     | |
| *2) | Gastranaerophilus phascolarctosicola und unbewegliche Vertreter der Gastranaerophilales |
|     | Gastranaerophilus phascolarctosicola und unbewegliche Vertreter der Gastranaerophilales |

|     | MEL_B1                                                                                  |
|     |                                                                                         |
| *2) | Gastranaerophilus phascolarctosicola und unbewegliche Vertreter der Gastranaerophilales |
|     | Gastranaerophilus phascolarctosicola und unbewegliche Vertreter der Gastranaerophilales |

|     | MEL_B2 |
|     | |
|     | \| \| MEL_B1 \| \| \| \| \| *2) \| Gastranaerophilus phascolarctosicola und unbewegliche Vertreter der Gastranaerophilales \| \| \| Gastranaerophilus phascolarctosicola und unbewegliche Vertreter der Gastranaerophilales \| |
|     | |
|     | MEL_B1 |
|     | |
| *2) | Gastranaerophilus phascolarctosicola und unbewegliche Vertreter der Gastranaerophilales |
|     | Gastranaerophilus phascolarctosicola und unbewegliche Vertreter der Gastranaerophilales |

|     | MEL_B1                                                                                  |
|     |                                                                                         |
| *2) | Gastranaerophilus phascolarctosicola und unbewegliche Vertreter der Gastranaerophilales |
|     | Gastranaerophilus phascolarctosicola und unbewegliche Vertreter der Gastranaerophilales |

|     | MEL_B2 |
|     | |
|     | \| \| MEL_B1 \| \| \| \| \| *2) \| Gastranaerophilus phascolarctosicola und unbewegliche Vertreter der Gastranaerophilales \| \| \| Gastranaerophilus phascolarctosicola und unbewegliche Vertreter der Gastranaerophilales \| |
|     | |
|     | MEL_B1 |
|     | |
| *2) | Gastranaerophilus phascolarctosicola und unbewegliche Vertreter der Gastranaerophilales |
|     | Gastranaerophilus phascolarctosicola und unbewegliche Vertreter der Gastranaerophilales |

|     | MEL_B1                                                                                  |
|     |                                                                                         |
| *2) | Gastranaerophilus phascolarctosicola und unbewegliche Vertreter der Gastranaerophilales |
|     | Gastranaerophilus phascolarctosicola und unbewegliche Vertreter der Gastranaerophilales |

|     | MEL_B2 |
|     | |
|     | \| \| MEL_B1 \| \| \| \| \| *2) \| Gastranaerophilus phascolarctosicola und unbewegliche Vertreter der Gastranaerophilales \| \| \| Gastranaerophilus phascolarctosicola und unbewegliche Vertreter der Gastranaerophilales \| |
|     | |
|     | MEL_B1 |
|     | |
| *2) | Gastranaerophilus phascolarctosicola und unbewegliche Vertreter der Gastranaerophilales |
|     | Gastranaerophilus phascolarctosicola und unbewegliche Vertreter der Gastranaerophilales |

|     | MEL_B1                                                                                  |
|     |                                                                                         |
| *2) | Gastranaerophilus phascolarctosicola und unbewegliche Vertreter der Gastranaerophilales |
|     | Gastranaerophilus phascolarctosicola und unbewegliche Vertreter der Gastranaerophilales |

|  | Gloeobacteria             |
|  |                           |
|  | Crown group Cyanobacteria |
|  |                           |

|  | Obscuribacterales (mit Obscuribacter)        |
|  |                                              |
|  | Caenarcaniphilales (mit Caenarcanum, ?ACD20) |
|  |                                              |

|     | MEL_B2 |
|     | |
|     | \| \| MEL_B1 \| \| \| \| \| *2) \| Gastranaerophilus phascolarctosicola und unbewegliche Vertreter der Gastranaerophilales \| \| \| Gastranaerophilus phascolarctosicola und unbewegliche Vertreter der Gastranaerophilales \| |
|     | |
|     | MEL_B1 |
|     | |
| *2) | Gastranaerophilus phascolarctosicola und unbewegliche Vertreter der Gastranaerophilales |
|     | Gastranaerophilus phascolarctosicola und unbewegliche Vertreter der Gastranaerophilales |

|     | MEL_B1                                                                                  |
|     |                                                                                         |
| *2) | Gastranaerophilus phascolarctosicola und unbewegliche Vertreter der Gastranaerophilales |
|     | Gastranaerophilus phascolarctosicola und unbewegliche Vertreter der Gastranaerophilales |

|     | MEL_B2 |
|     | |
|     | \| \| MEL_B1 \| \| \| \| \| *2) \| Gastranaerophilus phascolarctosicola und unbewegliche Vertreter der Gastranaerophilales \| \| \| Gastranaerophilus phascolarctosicola und unbewegliche Vertreter der Gastranaerophilales \| |
|     | |
|     | MEL_B1 |
|     | |
| *2) | Gastranaerophilus phascolarctosicola und unbewegliche Vertreter der Gastranaerophilales |
|     | Gastranaerophilus phascolarctosicola und unbewegliche Vertreter der Gastranaerophilales |

|     | MEL_B1                                                                                  |
|     |                                                                                         |
| *2) | Gastranaerophilus phascolarctosicola und unbewegliche Vertreter der Gastranaerophilales |
|     | Gastranaerophilus phascolarctosicola und unbewegliche Vertreter der Gastranaerophilales |

|     | MEL_B2 |
|     | |
|     | \| \| MEL_B1 \| \| \| \| \| *2) \| Gastranaerophilus phascolarctosicola und unbewegliche Vertreter der Gastranaerophilales \| \| \| Gastranaerophilus phascolarctosicola und unbewegliche Vertreter der Gastranaerophilales \| |
|     | |
|     | MEL_B1 |
|     | |
| *2) | Gastranaerophilus phascolarctosicola und unbewegliche Vertreter der Gastranaerophilales |
|     | Gastranaerophilus phascolarctosicola und unbewegliche Vertreter der Gastranaerophilales |

|     | MEL_B1                                                                                  |
|     |                                                                                         |
| *2) | Gastranaerophilus phascolarctosicola und unbewegliche Vertreter der Gastranaerophilales |
|     | Gastranaerophilus phascolarctosicola und unbewegliche Vertreter der Gastranaerophilales |

|     | MEL_B2 |
|     | |
|     | \| \| MEL_B1 \| \| \| \| \| *2) \| Gastranaerophilus phascolarctosicola und unbewegliche Vertreter der Gastranaerophilales \| \| \| Gastranaerophilus phascolarctosicola und unbewegliche Vertreter der Gastranaerophilales \| |
|     | |
|     | MEL_B1 |
|     | |
| *2) | Gastranaerophilus phascolarctosicola und unbewegliche Vertreter der Gastranaerophilales |
|     | Gastranaerophilus phascolarctosicola und unbewegliche Vertreter der Gastranaerophilales |

|     | MEL_B1                                                                                  |
|     |                                                                                         |
| *2) | Gastranaerophilus phascolarctosicola und unbewegliche Vertreter der Gastranaerophilales |
|     | Gastranaerophilus phascolarctosicola und unbewegliche Vertreter der Gastranaerophilales |

|  | Obscuribacterales (mit Obscuribacter)        |
|  |                                              |
|  | Caenarcaniphilales (mit Caenarcanum, ?ACD20) |
|  |                                              |

|     | MEL_B2 |
|     | |
|     | \| \| MEL_B1 \| \| \| \| \| *2) \| Gastranaerophilus phascolarctosicola und unbewegliche Vertreter der Gastranaerophilales \| \| \| Gastranaerophilus phascolarctosicola und unbewegliche Vertreter der Gastranaerophilales \| |
|     | |
|     | MEL_B1 |
|     | |
| *2) | Gastranaerophilus phascolarctosicola und unbewegliche Vertreter der Gastranaerophilales |
|     | Gastranaerophilus phascolarctosicola und unbewegliche Vertreter der Gastranaerophilales |

|     | MEL_B1                                                                                  |
|     |                                                                                         |
| *2) | Gastranaerophilus phascolarctosicola und unbewegliche Vertreter der Gastranaerophilales |
|     | Gastranaerophilus phascolarctosicola und unbewegliche Vertreter der Gastranaerophilales |

|     | MEL_B2 |
|     | |
|     | \| \| MEL_B1 \| \| \| \| \| *2) \| Gastranaerophilus phascolarctosicola und unbewegliche Vertreter der Gastranaerophilales \| \| \| Gastranaerophilus phascolarctosicola und unbewegliche Vertreter der Gastranaerophilales \| |
|     | |
|     | MEL_B1 |
|     | |
| *2) | Gastranaerophilus phascolarctosicola und unbewegliche Vertreter der Gastranaerophilales |
|     | Gastranaerophilus phascolarctosicola und unbewegliche Vertreter der Gastranaerophilales |

|     | MEL_B1                                                                                  |
|     |                                                                                         |
| *2) | Gastranaerophilus phascolarctosicola und unbewegliche Vertreter der Gastranaerophilales |
|     | Gastranaerophilus phascolarctosicola und unbewegliche Vertreter der Gastranaerophilales |

|     | MEL_B2 |
|     | |
|     | \| \| MEL_B1 \| \| \| \| \| *2) \| Gastranaerophilus phascolarctosicola und unbewegliche Vertreter der Gastranaerophilales \| \| \| Gastranaerophilus phascolarctosicola und unbewegliche Vertreter der Gastranaerophilales \| |
|     | |
|     | MEL_B1 |
|     | |
| *2) | Gastranaerophilus phascolarctosicola und unbewegliche Vertreter der Gastranaerophilales |
|     | Gastranaerophilus phascolarctosicola und unbewegliche Vertreter der Gastranaerophilales |

|     | MEL_B1                                                                                  |
|     |                                                                                         |
| *2) | Gastranaerophilus phascolarctosicola und unbewegliche Vertreter der Gastranaerophilales |
|     | Gastranaerophilus phascolarctosicola und unbewegliche Vertreter der Gastranaerophilales |

|     | MEL_B2 |
|     | |
|     | \| \| MEL_B1 \| \| \| \| \| *2) \| Gastranaerophilus phascolarctosicola und unbewegliche Vertreter der Gastranaerophilales \| \| \| Gastranaerophilus phascolarctosicola und unbewegliche Vertreter der Gastranaerophilales \| |
|     | |
|     | MEL_B1 |
|     | |
| *2) | Gastranaerophilus phascolarctosicola und unbewegliche Vertreter der Gastranaerophilales |
|     | Gastranaerophilus phascolarctosicola und unbewegliche Vertreter der Gastranaerophilales |

|     | MEL_B1                                                                                  |
|     |                                                                                         |
| *2) | Gastranaerophilus phascolarctosicola und unbewegliche Vertreter der Gastranaerophilales |
|     | Gastranaerophilus phascolarctosicola und unbewegliche Vertreter der Gastranaerophilales |

|  | Gloeobacteria             |
|  |                           |
|  | Crown group Cyanobacteria |
|  |                           |

|  | Obscuribacterales (mit Obscuribacter)        |
|  |                                              |
|  | Caenarcaniphilales (mit Caenarcanum, ?ACD20) |
|  |                                              |

|     | MEL_B2 |
|     | |
|     | \| \| MEL_B1 \| \| \| \| \| *2) \| Gastranaerophilus phascolarctosicola und unbewegliche Vertreter der Gastranaerophilales \| \| \| Gastranaerophilus phascolarctosicola und unbewegliche Vertreter der Gastranaerophilales \| |
|     | |
|     | MEL_B1 |
|     | |
| *2) | Gastranaerophilus phascolarctosicola und unbewegliche Vertreter der Gastranaerophilales |
|     | Gastranaerophilus phascolarctosicola und unbewegliche Vertreter der Gastranaerophilales |

|     | MEL_B1                                                                                  |
|     |                                                                                         |
| *2) | Gastranaerophilus phascolarctosicola und unbewegliche Vertreter der Gastranaerophilales |
|     | Gastranaerophilus phascolarctosicola und unbewegliche Vertreter der Gastranaerophilales |

|     | MEL_B2 |
|     | |
|     | \| \| MEL_B1 \| \| \| \| \| *2) \| Gastranaerophilus phascolarctosicola und unbewegliche Vertreter der Gastranaerophilales \| \| \| Gastranaerophilus phascolarctosicola und unbewegliche Vertreter der Gastranaerophilales \| |
|     | |
|     | MEL_B1 |
|     | |
| *2) | Gastranaerophilus phascolarctosicola und unbewegliche Vertreter der Gastranaerophilales |
|     | Gastranaerophilus phascolarctosicola und unbewegliche Vertreter der Gastranaerophilales |

|     | MEL_B1                                                                                  |
|     |                                                                                         |
| *2) | Gastranaerophilus phascolarctosicola und unbewegliche Vertreter der Gastranaerophilales |
|     | Gastranaerophilus phascolarctosicola und unbewegliche Vertreter der Gastranaerophilales |

|     | MEL_B2 |
|     | |
|     | \| \| MEL_B1 \| \| \| \| \| *2) \| Gastranaerophilus phascolarctosicola und unbewegliche Vertreter der Gastranaerophilales \| \| \| Gastranaerophilus phascolarctosicola und unbewegliche Vertreter der Gastranaerophilales \| |
|     | |
|     | MEL_B1 |
|     | |
| *2) | Gastranaerophilus phascolarctosicola und unbewegliche Vertreter der Gastranaerophilales |
|     | Gastranaerophilus phascolarctosicola und unbewegliche Vertreter der Gastranaerophilales |

|     | MEL_B1                                                                                  |
|     |                                                                                         |
| *2) | Gastranaerophilus phascolarctosicola und unbewegliche Vertreter der Gastranaerophilales |
|     | Gastranaerophilus phascolarctosicola und unbewegliche Vertreter der Gastranaerophilales |

|     | MEL_B2 |
|     | |
|     | \| \| MEL_B1 \| \| \| \| \| *2) \| Gastranaerophilus phascolarctosicola und unbewegliche Vertreter der Gastranaerophilales \| \| \| Gastranaerophilus phascolarctosicola und unbewegliche Vertreter der Gastranaerophilales \| |
|     | |
|     | MEL_B1 |
|     | |
| *2) | Gastranaerophilus phascolarctosicola und unbewegliche Vertreter der Gastranaerophilales |
|     | Gastranaerophilus phascolarctosicola und unbewegliche Vertreter der Gastranaerophilales |

|     | MEL_B1                                                                                  |
|     |                                                                                         |
| *2) | Gastranaerophilus phascolarctosicola und unbewegliche Vertreter der Gastranaerophilales |
|     | Gastranaerophilus phascolarctosicola und unbewegliche Vertreter der Gastranaerophilales |

|  | Obscuribacterales (mit Obscuribacter)        |
|  |                                              |
|  | Caenarcaniphilales (mit Caenarcanum, ?ACD20) |
|  |                                              |

|     | MEL_B2 |
|     | |
|     | \| \| MEL_B1 \| \| \| \| \| *2) \| Gastranaerophilus phascolarctosicola und unbewegliche Vertreter der Gastranaerophilales \| \| \| Gastranaerophilus phascolarctosicola und unbewegliche Vertreter der Gastranaerophilales \| |
|     | |
|     | MEL_B1 |
|     | |
| *2) | Gastranaerophilus phascolarctosicola und unbewegliche Vertreter der Gastranaerophilales |
|     | Gastranaerophilus phascolarctosicola und unbewegliche Vertreter der Gastranaerophilales |

|     | MEL_B1                                                                                  |
|     |                                                                                         |
| *2) | Gastranaerophilus phascolarctosicola und unbewegliche Vertreter der Gastranaerophilales |
|     | Gastranaerophilus phascolarctosicola und unbewegliche Vertreter der Gastranaerophilales |

|     | MEL_B2 |
|     | |
|     | \| \| MEL_B1 \| \| \| \| \| *2) \| Gastranaerophilus phascolarctosicola und unbewegliche Vertreter der Gastranaerophilales \| \| \| Gastranaerophilus phascolarctosicola und unbewegliche Vertreter der Gastranaerophilales \| |
|     | |
|     | MEL_B1 |
|     | |
| *2) | Gastranaerophilus phascolarctosicola und unbewegliche Vertreter der Gastranaerophilales |
|     | Gastranaerophilus phascolarctosicola und unbewegliche Vertreter der Gastranaerophilales |

|     | MEL_B1                                                                                  |
|     |                                                                                         |
| *2) | Gastranaerophilus phascolarctosicola und unbewegliche Vertreter der Gastranaerophilales |
|     | Gastranaerophilus phascolarctosicola und unbewegliche Vertreter der Gastranaerophilales |

|     | MEL_B2 |
|     | |
|     | \| \| MEL_B1 \| \| \| \| \| *2) \| Gastranaerophilus phascolarctosicola und unbewegliche Vertreter der Gastranaerophilales \| \| \| Gastranaerophilus phascolarctosicola und unbewegliche Vertreter der Gastranaerophilales \| |
|     | |
|     | MEL_B1 |
|     | |
| *2) | Gastranaerophilus phascolarctosicola und unbewegliche Vertreter der Gastranaerophilales |
|     | Gastranaerophilus phascolarctosicola und unbewegliche Vertreter der Gastranaerophilales |

|     | MEL_B1                                                                                  |
|     |                                                                                         |
| *2) | Gastranaerophilus phascolarctosicola und unbewegliche Vertreter der Gastranaerophilales |
|     | Gastranaerophilus phascolarctosicola und unbewegliche Vertreter der Gastranaerophilales |

|     | MEL_B2 |
|     | |
|     | \| \| MEL_B1 \| \| \| \| \| *2) \| Gastranaerophilus phascolarctosicola und unbewegliche Vertreter der Gastranaerophilales \| \| \| Gastranaerophilus phascolarctosicola und unbewegliche Vertreter der Gastranaerophilales \| |
|     | |
|     | MEL_B1 |
|     | |
| *2) | Gastranaerophilus phascolarctosicola und unbewegliche Vertreter der Gastranaerophilales |
|     | Gastranaerophilus phascolarctosicola und unbewegliche Vertreter der Gastranaerophilales |

|     | MEL_B1                                                                                  |
|     |                                                                                         |
| *2) | Gastranaerophilus phascolarctosicola und unbewegliche Vertreter der Gastranaerophilales |
|     | Gastranaerophilus phascolarctosicola und unbewegliche Vertreter der Gastranaerophilales |

|  | Gloeobacteria             |
|  |                           |
|  | Crown group Cyanobacteria |
|  |                           |

|  | Obscuribacterales (mit Obscuribacter)        |
|  |                                              |
|  | Caenarcaniphilales (mit Caenarcanum, ?ACD20) |
|  |                                              |

|     | MEL_B2 |
|     | |
|     | \| \| MEL_B1 \| \| \| \| \| *2) \| Gastranaerophilus phascolarctosicola und unbewegliche Vertreter der Gastranaerophilales \| \| \| Gastranaerophilus phascolarctosicola und unbewegliche Vertreter der Gastranaerophilales \| |
|     | |
|     | MEL_B1 |
|     | |
| *2) | Gastranaerophilus phascolarctosicola und unbewegliche Vertreter der Gastranaerophilales |
|     | Gastranaerophilus phascolarctosicola und unbewegliche Vertreter der Gastranaerophilales |

|     | MEL_B1                                                                                  |
|     |                                                                                         |
| *2) | Gastranaerophilus phascolarctosicola und unbewegliche Vertreter der Gastranaerophilales |
|     | Gastranaerophilus phascolarctosicola und unbewegliche Vertreter der Gastranaerophilales |

|     | MEL_B2 |
|     | |
|     | \| \| MEL_B1 \| \| \| \| \| *2) \| Gastranaerophilus phascolarctosicola und unbewegliche Vertreter der Gastranaerophilales \| \| \| Gastranaerophilus phascolarctosicola und unbewegliche Vertreter der Gastranaerophilales \| |
|     | |
|     | MEL_B1 |
|     | |
| *2) | Gastranaerophilus phascolarctosicola und unbewegliche Vertreter der Gastranaerophilales |
|     | Gastranaerophilus phascolarctosicola und unbewegliche Vertreter der Gastranaerophilales |

|     | MEL_B1                                                                                  |
|     |                                                                                         |
| *2) | Gastranaerophilus phascolarctosicola und unbewegliche Vertreter der Gastranaerophilales |
|     | Gastranaerophilus phascolarctosicola und unbewegliche Vertreter der Gastranaerophilales |

|     | MEL_B2 |
|     | |
|     | \| \| MEL_B1 \| \| \| \| \| *2) \| Gastranaerophilus phascolarctosicola und unbewegliche Vertreter der Gastranaerophilales \| \| \| Gastranaerophilus phascolarctosicola und unbewegliche Vertreter der Gastranaerophilales \| |
|     | |
|     | MEL_B1 |
|     | |
| *2) | Gastranaerophilus phascolarctosicola und unbewegliche Vertreter der Gastranaerophilales |
|     | Gastranaerophilus phascolarctosicola und unbewegliche Vertreter der Gastranaerophilales |

|     | MEL_B1                                                                                  |
|     |                                                                                         |
| *2) | Gastranaerophilus phascolarctosicola und unbewegliche Vertreter der Gastranaerophilales |
|     | Gastranaerophilus phascolarctosicola und unbewegliche Vertreter der Gastranaerophilales |

|     | MEL_B2 |
|     | |
|     | \| \| MEL_B1 \| \| \| \| \| *2) \| Gastranaerophilus phascolarctosicola und unbewegliche Vertreter der Gastranaerophilales \| \| \| Gastranaerophilus phascolarctosicola und unbewegliche Vertreter der Gastranaerophilales \| |
|     | |
|     | MEL_B1 |
|     | |
| *2) | Gastranaerophilus phascolarctosicola und unbewegliche Vertreter der Gastranaerophilales |
|     | Gastranaerophilus phascolarctosicola und unbewegliche Vertreter der Gastranaerophilales |

|     | MEL_B1                                                                                  |
|     |                                                                                         |
| *2) | Gastranaerophilus phascolarctosicola und unbewegliche Vertreter der Gastranaerophilales |
|     | Gastranaerophilus phascolarctosicola und unbewegliche Vertreter der Gastranaerophilales |

|  | Obscuribacterales (mit Obscuribacter)        |
|  |                                              |
|  | Caenarcaniphilales (mit Caenarcanum, ?ACD20) |
|  |                                              |

|     | MEL_B2 |
|     | |
|     | \| \| MEL_B1 \| \| \| \| \| *2) \| Gastranaerophilus phascolarctosicola und unbewegliche Vertreter der Gastranaerophilales \| \| \| Gastranaerophilus phascolarctosicola und unbewegliche Vertreter der Gastranaerophilales \| |
|     | |
|     | MEL_B1 |
|     | |
| *2) | Gastranaerophilus phascolarctosicola und unbewegliche Vertreter der Gastranaerophilales |
|     | Gastranaerophilus phascolarctosicola und unbewegliche Vertreter der Gastranaerophilales |

|     | MEL_B1                                                                                  |
|     |                                                                                         |
| *2) | Gastranaerophilus phascolarctosicola und unbewegliche Vertreter der Gastranaerophilales |
|     | Gastranaerophilus phascolarctosicola und unbewegliche Vertreter der Gastranaerophilales |

|     | MEL_B2 |
|     | |
|     | \| \| MEL_B1 \| \| \| \| \| *2) \| Gastranaerophilus phascolarctosicola und unbewegliche Vertreter der Gastranaerophilales \| \| \| Gastranaerophilus phascolarctosicola und unbewegliche Vertreter der Gastranaerophilales \| |
|     | |
|     | MEL_B1 |
|     | |
| *2) | Gastranaerophilus phascolarctosicola und unbewegliche Vertreter der Gastranaerophilales |
|     | Gastranaerophilus phascolarctosicola und unbewegliche Vertreter der Gastranaerophilales |

|     | MEL_B1                                                                                  |
|     |                                                                                         |
| *2) | Gastranaerophilus phascolarctosicola und unbewegliche Vertreter der Gastranaerophilales |
|     | Gastranaerophilus phascolarctosicola und unbewegliche Vertreter der Gastranaerophilales |

|     | MEL_B2 |
|     | |
|     | \| \| MEL_B1 \| \| \| \| \| *2) \| Gastranaerophilus phascolarctosicola und unbewegliche Vertreter der Gastranaerophilales \| \| \| Gastranaerophilus phascolarctosicola und unbewegliche Vertreter der Gastranaerophilales \| |
|     | |
|     | MEL_B1 |
|     | |
| *2) | Gastranaerophilus phascolarctosicola und unbewegliche Vertreter der Gastranaerophilales |
|     | Gastranaerophilus phascolarctosicola und unbewegliche Vertreter der Gastranaerophilales |

|     | MEL_B1                                                                                  |
|     |                                                                                         |
| *2) | Gastranaerophilus phascolarctosicola und unbewegliche Vertreter der Gastranaerophilales |
|     | Gastranaerophilus phascolarctosicola und unbewegliche Vertreter der Gastranaerophilales |

|     | MEL_B2 |
|     | |
|     | \| \| MEL_B1 \| \| \| \| \| *2) \| Gastranaerophilus phascolarctosicola und unbewegliche Vertreter der Gastranaerophilales \| \| \| Gastranaerophilus phascolarctosicola und unbewegliche Vertreter der Gastranaerophilales \| |
|     | |
|     | MEL_B1 |
|     | |
| *2) | Gastranaerophilus phascolarctosicola und unbewegliche Vertreter der Gastranaerophilales |
|     | Gastranaerophilus phascolarctosicola und unbewegliche Vertreter der Gastranaerophilales |

|     | MEL_B1                                                                                  |
|     |                                                                                         |
| *2) | Gastranaerophilus phascolarctosicola und unbewegliche Vertreter der Gastranaerophilales |
|     | Gastranaerophilus phascolarctosicola und unbewegliche Vertreter der Gastranaerophilales |

|  | Gloeobacteria             |
|  |                           |
|  | Crown group Cyanobacteria |
|  |                           |

|  | Margulisbacteria (RIF30,RBX1/ZB3) |
|  |                                   |
|  | Saganbacteria (WOR-1)             |
|  |                                   |

Legende:
- 1) Erwerb der Geißel
- 2) Verlust der Geißel
- 3) Erwerb der Photosynthesefähigkeit

Manche Autoren verwenden abweichend der Begriff Cyanobakterien bzw. Cyanobacteria sensu lato für die gesamte Cyanobacteria/Melainabacteria-Gruppe verwendet, während die Photosynthese betreibenden Cyanobakterien sensu stricto dann als Oxyphotobacteria bezeichnet werden;
für die nicht photosynthetischen Vertreter der wird dann im Englischen auch die informelle (nicht-taxonomische) Bezeichnung „non-photosynthetic cyanobacteria“ (NCY) oder „dark cyanobacteria“ benutzt.
Die Trennung der beiden Linien (Melainabacteria und Cyanobacteria) erfolgte vermutlich vor ca. 3,5 Milliarden Jahren.
Vor 2,5–2,6 Milliarden Jahren erwarben dann offenbar die Melainabakterien Geißeln,
und die andere Gruppe die Fähigkeit zur Photosynthese.
Im Laufe ihrer Evolutionsgeschichte haben später einige der Melainabacteria anscheinend ihre Geißeln wieder verloren,
während die Cyanobakterien dann erst vor 2,5 bis 2,4 Milliarden Jahren so viel Sauerstoff produzierten, dass es zur Großen Sauerstoffkatastrophe (englisch Great Oxygenation Event, GOE) kam. Die Anfänge der sauerstoffproduzierenden Cyanobakterien liegen demnach gut 300 Millionen Jahre vor dem GOE (Nachlauf-Theorie).
Möglicherweise ist die Photosynthese sehr alt und stammt schon aus der Anfangszeit des Lebens. Vampirovibrionia, Sericytochromatia, Margulisbacteria usw. hätten dann die Photosynthese sekundär wieder verloren.